# Jahresarbeit (Waldorfschule)
Die so genannte Jahresarbeit (auch Acht- bzw. Zwölftklassarbeit oder Projektarbeit) ist Bestandteil des 8. und 12. Schuljahrs an freien Waldorfschulen. Der Sinn einer Jahresarbeit besteht darin, dass sich der Schüler ein Jahr (meist jedoch kürzer) lang  intensiv mit einem Thema sowohl praktisch als auch theoretisch und künstlerisch auseinandersetzt. Das Thema ist nicht an belegte Unterrichtsfächer gebunden, sondern kann frei gewählt werden. Die Arbeit eines jeden Schülers wird von einem Mentor betreut. Gegen Ende des Schuljahres stellt jeder Schüler seine Arbeit einem Publikum vor, welches meist in einer Gesprächsrunde auch die Möglichkeit hat, Fragen zu stellen. Die Ergebnisse einer Jahresarbeit sind ein schriftlicher Teil (die Theorie), ein praktischer Teil, wie z. B. ein Werkstück oder Praktikum (die Praxis) und ein öffentlicher Vortrag (die Kunst).

## Waldorfabschluss
Die Jahresarbeit in der 12. Klasse ist Teil des Waldorfabschlusses, welcher über das 12. Schuljahr erarbeitet wird. Er besteht aus vier Teilen: 
- dem künstlerischen Abschluss, bei welchem die künstlerische Entwicklung in der Schule ihren Höhepunkt erreicht und in einer Kunstreise gipfelt;
- dem Eurythmie-Abschluss, bei dem die Schüler über das Jahr eigene Eurythmie-Stücke erarbeiten, welche dann in öffentlichen Aufführungen gezeigt werden;
- einem gemeinsamen Theaterstück, welches von der Klasse erarbeitet und ausgestaltet, und schließlich auch öffentlich aufgeführt wird;
- der Jahresarbeit, welche von jedem einzelnen ganz individuell gestaltet wird.

Der Waldorfabschluss ist hauptsächlich künstlerisch geprägt (Kunstreise, Eurythmie, Theater), wobei jeder der vier Teile andere Impulse des Menschen bedient und fördert. Die Jahresarbeit übernimmt hierbei die Rolle des Handwerklichen und Kognitiven, ist gleichzeitig aber auch der individuellste Teil. Dieser Schulabschluss soll gemäß den Leitgedanken der Waldorf-Bewegung den ganzen Menschen ansprechen und bilden. Der Waldorfabschluss wird nicht nach einem Noten-System bewertet, da es nach der anthroposophischen Philosophie nicht möglich ist, individuelle Leistungen der persönlichen Entwicklung in einer Note auszudrücken.
Hierbei ist anzumerken, dass der sogenannte „Waldorfabschluss“ in Deutschland, im Gegensatz zu anderen Ländern, kein staatlich anerkannter Abschluss ist. An Waldorfschulen werden die gängigen Abschlüsse geprüft und geltend gemacht.

## Bedeutung für andere Schulabschlüsse
Da in einigen Bundesländern für die Mittlere Reife eine Projektarbeit notwendig ist, welche zwar Charakteristika einer Jahresarbeit aufweist, in ihrem Umfang jedoch deutlich weniger Anforderungen stellt, ist es an vielen Waldorfschulen durchaus üblich, die Jahresarbeit als Projektarbeit anzumelden. Hierbei wird zusätzlich zur öffentlichen Präsentation ein Prüfungsgespräch mit Mentor, anderen Lehrkräften und/oder dem zuständigen Schulrat geführt. Obwohl eine Jahresarbeit nicht benotet wird, taucht sie als Projektarbeit im Notenzeugnis der Mittleren Reife auf, sofern sie als Projektarbeit angemeldet wurde.

## Aussichten
Im Rahmen eines wissenschaftlich begleiteten Forschungsprojekts „Entwicklung neuer Prüfungs- und Beurteilungsformen“ wurden an Waldorfschulen in Nordrhein-Westfalen (Düsseldorf, Haan-Gruiten, Schloss Hamborn) um wesentliche Elemente erweiterte und verbesserte Verfahren der Jahresarbeit entwickelt. Dabei sind die Durchführung von Kolloquien und das Einbeziehen externer Fachleute von sog. aufnehmenden Institutionen wichtige Elemente.